# Feira de Santana
Feira de Santana, amtlich portugiesisch Município de Feira de Santana, ist die zweitgrößte Stadt im Bundesstaat Bahia in Brasilien. Sie liegt ca. 110 Kilometer von der Hauptstadt Salvador da Bahia entfernt. Im Jahr 2021 lebten hier schätzungsweise 624.107 Menschen, die Feirenser genannt werden. Sie ist Zentrum der Metropolregion Feira de Santana.
Mit zahlreichen Industrien hat sich das Bild von Feira de Santana in den letzten Jahren stark verändert. Vor allem ein großer Autoreifenhersteller und zahlreiche Zulieferindustrien haben sich etabliert.

## Armut
In Feira de Santana sind circa 17,3 % der Bevölkerung arm, eine relativ geringe Zahl verglichen mit dem Rest Nordostbrasiliens. Zum Vergleich: In der Hauptstadt Salvador da Bahia sind es circa 38 % der Bevölkerung.

## Persönlichkeiten
- Maria Quitéria de Jesus (1792–1853), Soldatin und Volksheldin des Kaiserreichs
- Solange Oliveira Farkas (* 1955), Kunsthistorikerin
- Jailton de Oliveira Lino (* 1965), römisch-katholischer Geistlicher, Bischof von Itabuna
- José Ruy Gonçalves Lopes (* 1967), römisch-katholischer Ordensgeistlicher, Bischof von Caruaru
- Júnior Baiano (* 1970), Fußballspieler
- Daniel Carlos Silva Anjos (* 1979), Fußballspieler
- Wilson Deodato da Silva (* 1981), Fußballspieler
- Flávio Boaventura (* 1987), Fußballspieler
- Moisés Baiano (* 1988), Fußballspieler
- Josenildo Brito da Silva (* 1993), Fußballspieler
- Talisca (* 1994), Fußballspieler
- Nixon Guylherme (* 1995), Fußballspieler